# 朝鮮民主主義人民共和国1部流蹴球連盟戦
朝鮮民主主義人民共和国 1部流蹴球連盟戦（조선민주주의인민공화국 1부류축구련맹전） は、2017年に設立された朝鮮民主主義人民共和国（北朝鮮）の国内最上位サッカーリーグである。最多優勝クラブは4.25体育団（4.25체육단）。

## 概要
1960年から2009年までは、技術革新競技（기술혁신경기）という大会名で、毎年2月、5月、6月に開催されていた。その後、2010年から現在の大会名となり、毎年3月から11月まで開催されてきたが、2017年12月からは大会方式が変わり、翌年10月下旬までの通年開催となった。 

## 所属クラブ
2017-18シーズン
| クラブ                           | ホームタウン |
| -------------------------------- | ------------ |
| 4.25体育団（4.25체육단）         | 南浦         |
| 鴨緑江体育団（압록강체육단）     | 平壌         |
| 軽工業省体育団（경공업성체육단） | 平壌         |
| 機関車体育団（기관차체육단）     | 新義州       |
| 燕子体育団（제비체육단）         | -            |
| 海鷗体育団（가모메체육단）       | -            |
| 黎明体育団（여명체육단）         | 平壌         |
| 先鋒体育団（선봉체육단）         | 羅先         |
| 平壌市体育団（평양시체육단）     | 平壌         |
| 鯉明水体育団（리명수체육단）     | 沙里院       |
| 小白水体育団（소백수체육단）     | 平壌         |
| 火炬体育団（홰불체육단）         | 平壌         |
| 月尾島体育団（월미도체육단）     | 金策         |

- 前季まで在籍していた万景峰体育団（만경봉체육단）、メボン体育団（매봉체육단）、龍南山体育団（룡남산체육단）、烽火山体育団（봉화산체육단）は、2部リーグに降格している。

## 歴代優勝クラブ

### 技術革新競技
- 1960-1984: 不明
- 1985: 4.25体育団
- 1986: 4.25体育団
- 1987: 4.25体育団
- 1988: 4.25体育団
- 1989: 賛同者体育団
- 1990: 4.25体育団
- 1991: 平壌市体育団
- 1992: 4.25体育団
- 1993: 4.25体育団
- 1994: 4.25体育団
- 1995: 4.25体育団
- 1996: 機関車体育団
- 1997: 機関車体育団
- 1998: 機関車体育団
- 1999: 機関車体育団
- 2000: 機関車体育団
- 2001: 鴨緑江体育団
- 2002: 4.25体育団
- 2003: 4.25体育団
- 2004: 平壌市体育団
- 2005: 平壌市体育団
- 2006: 鴨緑江体育団
- 2007: 平壌市体育団
- 2008: 鴨緑江体育団
- 2009: 平壌市体育団

### 最上級蹴球連盟戦
- 2010: 4.25体育団
- 2011: 4.25体育団
- 2012: 鯉明水体育団
- 2013: 4.25体育団
- 2014: 火砲体育団
- 2015: 4.25体育団
- 2016: 機関車体育団
- 2017: 4.25体育団